# Pezisicarpus montana
Pezisicarpus montana là một loài thực vật có hoa trong họ La bố ma. Loài này được Vernet miêu tả khoa học đầu tiên năm 1904.